# ایدنها (اورگن)
ایدنها (به انگلیسی: Idanha) شهری در شهرستان ماریون ایالت اورگن است و در سرشماری سال ۲۰۱۱ میلادی، ۱۳۴ نفر جمعیت داشته که نسبت به سال ۲۰۱۰، ۰٫۷۵ درصد رشد جمعیت داشته‌است.

## موقعیت جغرافیایی
موقعیت جغرافیایی شهرها و مناطق اطراف به شرح زیر است: